# 布蘭奇 (密蘇里州道格拉斯縣)
布蘭奇（英語：Blanche）是位於美國密蘇里州道格拉斯縣的非建制地區。

## 歷史
布蘭奇的郵局於1896年設立，其後於1958年停運。

## 地理
布蘭奇所處的海拔為高於海平面319米（即1047英呎），而該地所採用的時區為UTC-6，即北美中部時區（CST）。同時該地設有夏令時間，為UTC-6調快一小時，即UTC-5（CDT）。